# Christiane Nielsen
Christiane Nielsen, pseudonimo di Christiane Maria Kraaz (Würzburg, 10 settembre 1936 – Francoforte sul Meno, 8 aprile 2007), è stata un'attrice tedesca.

## Biografia
Nata nel 1936 a Würzburg, figlia di un'insegnante e di un giudice, negli anni dell'infanzia studiò danza e recitazione. Cominciò a lavorare come assistente di un dentista nel 1955, ma nello stesso anno esordì in teatro con Rendez-vous a Vienna al Martin Katz's Theater di Monaco.
Esordì nel cinema con una piccola parte nel film Donne all'inferno (1958) di Werner Klingler, avviando così una carriera destinata a durare sino all'inizio degli anni settanta. 
Nel 1961, già con due matrimoni alle spalle conclusisi con altrettanti divorzi, incontrò l'algerino Miloud Ganga, che sposò nel 1963. Il matrimonio entrò in crisi: Ganga la tradiva passando le notti nei night-club della città, e così la Nielsen si trasferì a Roma. Nel 1964 nacque la sua prima figlia, Alia, mentre l'anno successivo nacque sua figlia Miriam, destinata a diventare un'attrice di successo della televisione tedesca.
Incapace di affrontare la già precaria situazione matrimoniale, la Nielsen affondò la sua disperazione nell'alcol. Nel 1968 si separò dal marito (il divorzio arriverà l'anno successivo), e si trasferì con le due figlie a Francoforte, dove lavorò dapprima in una boutique e in seguito in un negozio di animali.
Dopo aver definitivamente abbandonato lo star-system, nel 1985 trovò un precario impiego come donna delle pulizie. Nel 1986 andò a vivere con l'amico Kurt Lehmann, sperando in una rentrée nel mondo dello spettacolo. Ci riuscì parzialmente, quando le venne affidata la conduzione di un programma televisivo dalla principale emittente tedesca.
Ma dopo poco le sue ambizioni tramontarono definitivamente, perché Lehmann morì e la Nielsen si ritrovò di nuovo sola. Confortata solo dall'affetto delle due figlie, morì povera e dimenticata nella primavera del 2007.

## Filmografia
- La vendetta dell'uomo invisibile (1963)
- Il campo dei dannati (1962)
- L'enigma dell'orchidea rossa (1962)
- Processo alla giustizia (1960)
- La donna alla finestra oscura (1960)
- La professione della signora Warren (1960)
- Il moralista, regia di Giorgio Bianchi (1959)
- Nudi come Dio li creò (1958)
- Donne all'inferno (1958)